# Estefany Chacón
Estefany Chacón (* 1. November 1997) ist eine venezolanische Speerwerferin.

## Sportliche Laufbahn
Erste internationale Erfahrungen sammelte Estefany Chacón 2013 bei den Jugendweltmeisterschaften in Donezk, bei denen sie mit einer Weite von 46,72 m in der Qualifikation ausschied. Anschließend belegte sie bei den Panamerikanischen-Juniorenmeisterschaften in Medellín mit 47,08 m den sechsten Platz und gelangte bei den Juegos Bolivarianos in Trujillo mit 45,88 m auf Rang fünf. 2014 siegte sie bei den Südamerikameisterschaften in Cali mit einem Wurf auf 51,87 m. Im Jahr darauf gewann sie bei den Juniorensüdamerikameisterschaften in Cuenca mit 50,81 m die Silbermedaille und wurde bei den Südamerikameisterschaften in Lima mit 50,32 m Fünfte, ehe sie bei den Panamerikanischen-Juniorenmeisterschaften in Edmonton mit 53,73 m die Silbermedaille gewann. Bei den Leichtathletik-U20-Weltmeisterschaften 2016 in Bydgoszcz schied sie mit 48,81 m in der Qualifikation aus und 2017 klassierte sie sich bei den Südamerikameisterschaften in Luque mit 52,55 m auf dem fünften Rang. Anschließend gewann sie bei den Juegos Bolivarianos in Santa Marta mit 54,88 m die Silbermedaille und musste sich damit nur der Kolumbianerin Flor Ruíz geschlagen geben.
2013, 2016 und 2018 wurde Chacón venezolanische Meisterin im Speerwurf.